# 마쓰모토 이쿠오
마쓰모토 이쿠오(일본어: 松本 育夫, 1941년 11월 3일 ~ )는 일본의 전직 축구 선수이자 전 축구 지도자로 현역 시절 포지션은 공격수였다.

## 선수 시절

### 클럽
1941년 11월 3일 일본 도치기현 우쓰노미야시 출생으로 우쓰노미야 공업고등학교, 와세다 대학을 졸업한 뒤 1964년 도요 공업에 입단하여 1973년 은퇴할 때까지 9년간 한팀에서만 활동하며 88경기 31골을 기록하면서 일본 사커 리그 5회 우승(1965년, 1966년, 1967년, 1968년, 1970년) 및 1회 준우승(1969년), 일왕배 3회 우승(1965년, 1967년, 1969년) 및 2회 준우승(1966년, 1970년)에 크게 공헌했으며 특히 1965년부터 1968년까지 4연속 리그 우승을 거머쥐며 산프레체 히로시마를 일본 사커 리그 최강팀으로 만들었고 이에 힘입어 1966년 리그 베스트 11 공격수 부문과 스타볼을 모두 석권하는 기염을 토했다.

### 국가대표팀
U-20 대표팀 시절이던 1960년 AFC 청소년 축구 선수권 대회에 참가하여 3위의 성과를 거둔 뒤 1966년 일본 A대표팀에 첫 발탁되어 그 해에 열린 인도와의 1966년 아시안 게임 B조 조별리그 1차전에서 국제 A매치 데뷔전을 치른 이후 4경기에 출전하여 팀의 동메달 획득에 이바지했고 1968년 하계 올림픽에도 출전하여 일본 축구 역사상 첫 올림픽 메달(동메달) 획득에 기여한 뒤 1969년 A매치 통산 11경기 1골의 성적을 남기고 국가대표팀 유니폼을 반납했다.

## 지도자 시절
1976년 친정팀인 도요 공업의 감독을 맡은 뒤 같은 해 일본 U-20 대표팀 감독으로 부임하여 자국에서 열린 1979년 FIFA U-20 월드컵에 출전했음에도 불구하고 2무 1패·A조 최하위라는 초라한 성적을 거두며 조별리그 탈락의 고배를 마셨다.
이후 1985년 일본 U-20 대표팀의 감독으로 복귀하였다가 1년만에 감독직에서 물러났고 1999년 가와사키 프론탈레의 감독으로 부임하여 팀의 J2리그 1999 시즌 우승 및 1부 리그 승격을 지휘했다.
그리고 2004년 사간 도스 감독으로 부임하여 J2리그 2006 시즌 4위로 이끌었고 2009년 일본 축구 명예의 전당에 헌액된 뒤 2010년 사간 도스의 감독에 재부임하여 1시즌동안 팀을 지도했으며 2013년 자신의 고향팀인 도치기 SC의 감독으로 부임하여 역시 1시즌동안만 팀을 이끈 뒤 지도자 자리에서 물러났다.

## 통계
| 일본 | 일본 | 일본 |
| 연도 | 출전 | 득점 |
| ---- | ---- | ---- |
| 1966 | 4    | 1    |
| 1967 | 3    | 0    |
| 1968 | 2    | 0    |
| 1969 | 2    | 0    |
| 통산 | 11   | 1    |